# Radomír Pánek
Radomír Pánek (* 17. května 1975 Boskovice) je český fyzik a vysokoškolský pedagog, od března 2025 předseda Akademie věd České republiky.

## Vzdělání a vědecká kariéra
V letech 1993–1998 vystudoval teoretickou fyziku na Matematicko-fyzikální fakultě Univerzity Karlovy v Praze, kde v roce 2002 obhájil i doktorskou práci (Ph.D.) v oboru teoretická fyzika. Od roku 1999 působí v Ústavu fyziky plazmatu Akademie věd České republiky (ÚFP AV ČR), kde v období 2008–2017 vedl vědecké oddělení Tokamak, a od roku 2015 působí jako ředitel tohoto ústavu.
V letech 2000–2008 absolvoval řadu vědeckých stáží (Centre CEA Cadarache, Francie; UKAEA Culham, Velká Británie; Univerzita v Innsburku, Rakousko atd.). Připravoval a vedl realizaci dvou projektů velkých výzkumných experimentálních infrastruktur v ÚFP AV ČR:
- tokamak COMPASS,[6] jehož stavba proběhla v období 2005–2010 a financován byl z evropských a národních zdrojů ve výši cca 400 mil. Kč.  Experiment byl v provozu v období 2008–2021,
- tokamak COMPASS-U,[7] jehož realizace probíhá od roku 2017. Financován je ze zdrojů z Operačního programu výzkum, vývoj, vzdělávání, operačního programu Jan Ámos Komenský a národních zdrojů v celkové výši přes 2 miliardy Kč.

Je autorem či spoluautorem více než 160 impaktovaných vědeckých článků s více než 1 900 citacemi (dle WOS).
Působí na Ústavu fyziky plazmatu Akademie věd České republiky, kde se věnuje výzkumu v oblasti fyziky termonukleárního plazmatu a pokročilých technologií pro fúzní reaktory (tokamaky).
V prosinci 2024 ho akademický sněm Akademie věd České republiky zvolil s platností od března 2025 do roku 2029 příštím předsedou instituce. Dne 13. března 2025 jej do funkce jmenoval prezident ČR Petr Pavel, a to s účinností od 25. března 2025.
Je ženatý, má dvě děti.

## Vysokoškolská a pedagogická činnost
- Pedagogicky působí na Matematicko-fyzikální fakultě Univerzity Karlovy (od 2010), Fakultě jaderné a fyzikálně-inženýrské ČVUT v Praze (od 2010) a na Fakultě matematiky, fyziky a informatiky Univerzity Komenského v Bratislavě (od 2010).
- Docentem v oboru Fyzika plazmatu byl jmenován v roce 2018 na Univerzitě Karlově v Praze.
- Profesorem v oboru Aplikovaná fyzika byl jmenován v roce 2023 na Fakultě jaderné a fyzikálně-inženýrské ČVUT v Praze.
- Je členem oborových rad na Matematicko-fyzikální fakultě Univerzity Karlovy a Fakultě jaderné a fyzikálně-inženýrské ČVUT v Praze.

## Aktivity v evropských výzkumných institucích a výborech při Evropské komisi
- Od 1. ledna 2024 je předsedou Valného shromáždění Evropského konsorcia EUROfusion (EUROfusion General Assembly),[12][13] které koordinuje výzkum termojaderné fúze v Evropě. Členem konsorcia je 26 evropských států, přes 160 výzkumných institucí, univerzit a soukromých výzkumných organizací a podniků (cca 5 000 expertů).
- V období 2020–2024 působil po dvě funkční období jako místopředseda Správní rady (Governing Board vice-chair) evropské agentury Fusion for Energy (F4E) v Barceloně,[14][15] která má na starost zajištění realizace evropské části dodávek pro projekt výstavby Mezinárodního termonukleárního experimentálního reaktoru (zkráceně ITER).[16]
- V stejném období předsedal Technickému poradnímu panelu (F4E Technical Advisory Panel) organizace Fusion for Energy, jehož úkolem je poskytovat této organizaci vědecké a technické poradenství při řešení výzkumných výzev spojených s realizací projektu ITER.
- V letech 2020–2024 také zastupoval Evropu ve vědeckotechnickém poradním výboru Organizace ITER (ITER Scientific and Technical Advisory Committee).
- V letech 2020–2024 zastupoval Evropskou komisi v Satellite Tokamak Programme Broader Approach committee, kde dohlížel na konstrukci japonsko-evropského experimentálního tokamaku JT60-SA v Naka, Japonsko.[17]
- Radomír Pánek také dlouhodobě reprezentuje ČR v odborných výborech a panelech při Evropské komisi jako jsou: Řídící výbor European Fusion Development Agreement (2008–2013), Programový výbor EURATOM - konfigurace Fusion (od 2014), Scientific and Technical Committee (od 2023), Fusion Expert Group (od 2024) a další.
- Je také člen řídícího výboru projektu WEST (tokamak),[18] CEA Cadarache, Francie (od 2014).

## Další odborné aktivity
Radomír Pánek se podílí na činnosti i řady národních odborných orgánů. Působil jako předseda vědecké rady Centra výzkumu Řež (2015–1019), v současnosti je jejím členem. Dále je členem Komise pro energetiku AV ČR (od 2015) a působil také v Odborném panelu „Natural sciences“ pro hodnocení výzkumných organizaci v rámci Metodiky 17+ (2017–2021). Aktivně se věnuje popularizaci vědy a jaderné fúze.